# Marcus Grønvold

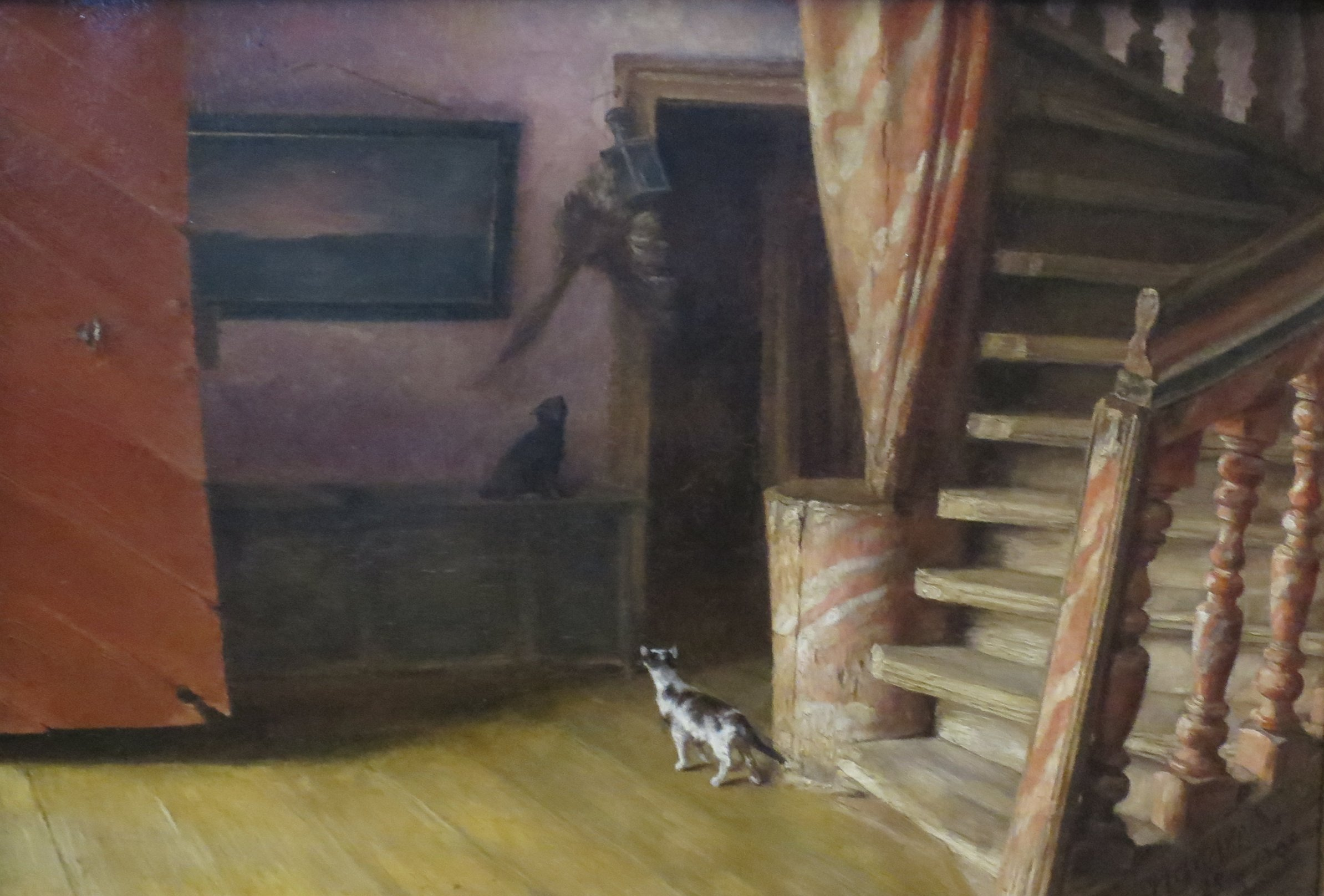
Escalier dans le manoir de Rosendal, huile sur toile, 1903, Bergen Kunstmuseum

Marcus Frederik Steen Grønvold, né le 5 juillet 1845 à Bergen et mort le 10 octobre 1929, est un peintre norvégien. Il est un portraitiste réaliste et aussi un paysagiste. 

## Biographie
Grønvold naît le 5 juillet 1845 à Bergen. Il est le fils du vicaire Christian August Grønvold (1810-1889), et le frère du peintre Bernt Grønvold et de l’enseignant Didrik Grønvold et troisième cousin de Hans Aimar Mow Grønvold. Il étudie à l'Académie des Beaux-Arts de Copenhague entre 1866 et 1869 et à Munich  sous la direction de  Karl Piloty entre 1874 et 1877. Grønvold s'installe finalement à Munich en 1881 et deux de ses  œuvres sont à la Galerie nationale de Norvège. 